# Wildemania
Genre
Wildemania est un genre d'algues rouges de la famille des Bangiaceae. 

## Liste d'espèces
Selon AlgaeBase (6 déc. 2012) :
- Wildemania abyssicola (Kjellman) Mols-Mortensen & J. Brodie
- Wildemania amethystea (Kützing) De Toni (Sans vérification)
- Wildemania amplissima (Kjellman) Foslie (espèce type)
- Wildemania columbina (Montagne) De Toni (Sans vérification)
- Wildemania miniata (C.Agardh) Foslie
- Wildemania norrisii (V.Krishnamurthy) S.C.Lindstrom
- Wildemania occidentalis (Setchell & Hus)S.C.Lindstrom
- Wildemania schizophylla (Hollenberg) S.C.Lindstrom
- Wildemania umbilicalis (Linnaeus) De Toni (Sans vérification)
- Wildemania variegata (Kjellman) De Toni

Selon Catalogue of Life (6 déc. 2012) :
- Wildemania amethystea
- Wildemania columbina
- Wildemania umbilicalis

Selon NCBI (6 déc. 2012) :
- Wildemania abyssicola
- Wildemania amplissima
- Wildemania miniata
- Wildemania schizophylla
- Wildemania variegata

Selon World Register of Marine Species (6 déc. 2012) :
- Wildemania abyssicola (Kjellman) Mols-Mortensen & J. Brodie, 2012
- Wildemania amethystea (Kützing) De Toni, 1897
- Wildemania amplissima (Kjellman) Foslie, 1891
- Wildemania columbina (Montagne) De Toni, 1897
- Wildemania cuneiformis (Setchell & Hus) S.C.Lindstrom, 2011
- Wildemania miniata (C.Agardh) Foslie, 1891
- Wildemania norrisii (V.Krishnamurthy) S.C.Lindstrom, 2011
- Wildemania occidentalis (Setchell & Hus)S.C.Lindstrom, 2011
- Wildemania schizophylla (Hollenberg) S.C.Lindstrom
- Wildemania umbilicalis (Linnaeus) De Toni, 1897
- Wildemania variegata (Kjellman) De Toni, 1890